# Maniknagar, Homnabad
Maniknagar là một làng thuộc tehsil Homnabad, huyện Bidar, bang Karnataka, Ấn Độ.